# Promecotheca bryanti
Promecotheca bryanti is een keversoort uit de familie bladkevers (Chrysomelidae). De wetenschappelijke naam van de soort werd in 1960 gepubliceerd door Judson Linsley Gressitt.